# Echymipera clara
L'echimipera di Clara (Echymipera clara Stein, 1932), detta anche bandicoot spinoso di Clara o bandicoot dalle labbra bianche, è un marsupiale dell'ordine dei Peramelemorfi. Vive nelle foreste pluviali delle pianure centro-settentrionali della Nuova Guinea (sia nella parte indonesiana che in Papua Nuova Guinea) e nell'Isola di Yapen (Indonesia). È possibile incontrarla dal livello del mare fino a 1.700 m di altitudine.
La specie deve il suo nome a Georg Hermann Wilhelm Stein, che la classificò per la prima volta nel 1931 durante la sua spedizione nella Indie Orientali e che la battezzò come la moglie Clara che lo aveva accompagnato.